# Melanustilospora ari
Melanustilospora ari är en svampart som först beskrevs av Mordecai Cubitt Cooke, och fick sitt nu gällande namn av Denchev 2003. Melanustilospora ari ingår i släktet Melanustilospora och familjen Urocystidaceae.   Inga underarter finns listade i Catalogue of Life.